# Liste der Aussichtstürme im Kanton Glarus
Die folgende Liste von Aussichtstürmen enthält Bauwerke im Kanton Glarus, welche über für den Publikumsverkehr zugängliche Aussichtsmöglichkeiten verfügen.
| Bild                            | Name des Turms                  | Gemeinde   | Baujahr | Gesamthöhe | Plattformhöhe | Bauwerkstyp | ZoomViewer Panoramabild |
| ------------------------------- | ------------------------------- | ---------- | ------- | ---------- | ------------- | ----------- | ----------------------- |
| Wildbeobachtungsstation Mettmen | Wildbeobachtungsstation Mettmen | Glarus Süd | 2019    | 6 m        | 4 m           | Holz        |                         |
| Schwanderturm                   | Schwanderturm                   | Glarus Süd | 2001    | 10 m       | 5 m           | Holz        |                         |

Siehe auch: Liste von Aussichtstürmen in der Schweiz